# Pasul Muztagh
Pasul Muztagh este o trecătoare peste Munții Baltoro Muztagh din Munții Karakorum. Creasta Munților Baltoro Muztagh marchează granița din prezent dintre Pakistan și China.

## Geografia
Există de fapt două treceri, cea de est sau "Vechiul" Pas Muztagh (alt. aproximativ 5422 m), precum și așa-numitul "Noul" Pas Muztagh, aproximativ la 16 km mai spre vest (altitudine de la 5700 la 5800 m). Trecerea este între râurile care curg spre bazinul Tarim și cele care curg la Oceanul Indian.
Traseul peste Pasul Muztagh este cel mai scurt drum de la Yarkand la Skardu pe cursul superior al Fluviul Indus în Baltistan. Trecerea este situată la aproximativ jumătatea distanței dintre Pasul Karakoram la est, care duce la Leh din Ladakh, și Pasul Kilik și Mintaka la vest care duc la Hunza și Gilgit.

### Particularitate
Pasul Muztagh este cel mai înalt din lume.

## Istoria
Traseul a fost de netrecut pentru caravane, cel puțin la mijlocul secolului al XIX-lea, din cauza mișcării de ghețari pe ea și, prin 1861, când Godwin-Austen a făcut studiul său din regiune, acesta a fost doar în utilizarea câtorva baltis care trăiesc în Yarkand și care treceau să-și viziteze familiile. Frederic Drew a raportat că nu a existat nicio trecere între Yarkand și Baltistan între 1863 și 1870.
Nu este clar cât de mult a fost folosit în cele mai vechi timpuri, deși este posibil ca acesta să fi fost utilizat în dinastia Han. De asemenea, pare posibil, chiar probabil, ca acesta să fi fost ruta unui călugăr pelerin chinez pe nume Fa Xian în 399, în drum spre India.
Aparent au fost furajere mai abundente și mai mult combustibil de-a lungul râului Yarkand decât aproape de Pasul Karakoram:
" Turdi Kol m-a luat câțiva kilometri mai jos pe râu și mi-a arătat alte două locuri bune de campare, și mi-a spus că există o pășune mai mare în partea de jos a acestei văi a râului Karakash, unde este situat Shahidula, și că, în vremuri vechi, valea a fost populată și cultivată, iar comercianții au mers încoace și încolo prin Pasul Muztagh la Baltistan."
Francis Younghusband (1863–1942) a fost primul european cunoscut care a trecut Pasul Muztagh cu mare dificultate în 1887, după o solicitare de la colonelul Mark Sever Bell (1843–1906),Francis a ajuns în cele din urmă la satul Askole în Baltistan.
Se pare că au existat doar două treceri înregistrate de atunci, "de o expediție de explorare italiană în 1929, și o expediție franceză de schi în 1986."